# Motor Coach Industries
Pour les articles homonymes, voir MCI.
Motor Coach industries, aussi connue sous le nom de MCI est un constructeur d'autocar d'Amérique du Nord dont le siège est à Schaumburg (Illinois).

## Histoire
MCI fut créée en 1933 à Winnipeg dans la province du Manitoba  au Canada, par Harry Zoltok. Ce dernier, propriétaire d'un atelier de réparation, le  Fort Garry Motor Body and Paint Works Limited, mit au point un véhicule pour transporter ses ouvriers. Il esquissa un véhicule qui pouvait compter jusqu'à 11 passagers sur un châssis de Packard. La filiale canadienne du transporteur américain Greyhound, un de ses principaux clients, en devint l'actionnaire principal en 1958. En 1962, une nouvelle usine fut construite à Pembina dans le Dakota du Nord (frontalier du Manitoba) pour permettre à Greyhound de faire face à l'expansion de son marché, et afin d'y basculer des productions de GMC vers sa propre production. En 1974, une autre usine fut ouverte à Roswell (Nouveau Mexique) sous le nom de Transportation Manufacturing Corporation.
En décembre 1986, Greyhound fut divisée, Greyhound Lines fut vendue à un groupe d'investisseurs et Greyhound Lines of Canada, MCI et Transportation Manufacturing Corporation restèrent au sein de la Greyhound Corporation, qui fut renommée Dial, Inc. en 1991.
En 1987, Greyhound Corporation racheta la division de construction d'autocars de General Motors (GMC). MCI prit aussi le contrôle de la fabrication des bus de transit (transit buses). La production des Rapid Transit Series (en) (RTS) fut transférée à la Transportation Manufacturing Corporation. MCI racheta l'usine d'assemblage de bus de GM de Saint-Eustache (Québec) qui produisait les bus de transit Classic (en) canadiens. Transportation Manufacturing Corporation cessa la production des véhicules de MCI en 1990 pour se concentrer sur la production de RTS.
En 1993, MCI devint une société indépendante sous le nom de Motor Coach Industries International Inc.
En 1994 MCI fusionna avec DINA S.A., une société mexicaine, et dans les deux années suivantes développa le Viaggio 1000 DOT pour la production et la vente sur le marché américain et canadien. Fin 1999/2000 les modèles G4100, G4500 et F3500 furent commercialisés aux États-Unis et au Canada par la nouvelle structure au Mexique, MCI Mexico. La production des G4100 et G4500 fut ensuite transférées à Winnipeg et à Pembina.
Transportation Manufacturing Corporation, dont les droits de production des RTS, fut revendu à NovaBus en 1994.
En juin 1999, DINA S.A. vendit ses parts de MCI à JLL Partners, une société de financement par capitaux propres (private equity company).
Après une baisse de la demande, exacerbant la concurrence et provoquant des licenciements au début des années 2000, la production dans les usines de Winnipeg et Pembin augmenta en 2006, avec l'embauche d'une centaine d'employés.
Durant le début des années 2000, MCI consolida ses opérations. Une installation au Mexique fut fermée et le site de Winnipeg fut agrandi et modernisé. Des nouvelles installations de finition et de peinture furent construites sur le site ainsi qu'un centre de livraison client. Dans le même temps, un contrat de 7 ans fut signé avec l'IAMAW, le syndicat local. Cet accord comprend des réductions de couts et de la flexibilité  pour les opérations de production afin d 'améliorer la productivité et la compétitivité de l'usine.
Les bus de la société, spécialement le vieux MC-8 et le performant MC-9 des années 1980, sont devenus des standards dans les compagnies de bus inter-états. Ces bus particuliers à la structure et aux  panneaux latéraux en métal furent robustes et fiables. Beaucoup dépassant les millions de kilomètres en usage commercial avant de connaitre une seconde vie en occasion dans des usages les plus variés.
Actuellement, les modèles « J » et « D » sont les leaders sur le marché des autocars de lignes intervilles d'Amérique du Nord.

## Modèles d'autobus
- MC5 Petit autocar à transmission manuelle  4 vitesses.
- MC 7 Autocar transmission manuelle 4 vitesses
- MC 8 Autocar transmission manuelle et automatique
- MC 9 Autocar transmission manuelle et automatique (2016-present)
- MC 10
- MC 12
- 102A3
- 102C3
- 102DL3
- 102E3
- D4005
- D4505
- E4500
- G4500
- J4500